# Sagre in Sardegna
Le sagre principali in Sardegna sono descritte in questa pagina seguendo un ordine temporale legato all'avvicendarsi delle stagioni e dei mesi dell'anno.
Esse scandiscono la vita delle collettività isolane attraverso un calendario che non necessariamente ricalca quello liturgico cristiano. Secondo alcuni studiosi, «.....Persistenze preistoriche e storiche, contesto socioeconomico agro-pastorale, riferimenti areali e temporali che rimandano alla presenza nell'isola delle diverse genti che vi si sono avvicendate e soprattutto i lunghissimi percorsi non solamente temporali di assimilazione e sedimentazione di questi fenomeni - motivati dal relativo isolamento della Sardegna verso l'esterno e tra paese e paese nel suo interno - offrono sottofondo esplicativo alla vivacità, alla varietà e al particolare timbro e colore della festa sarda.»

## Gennaio

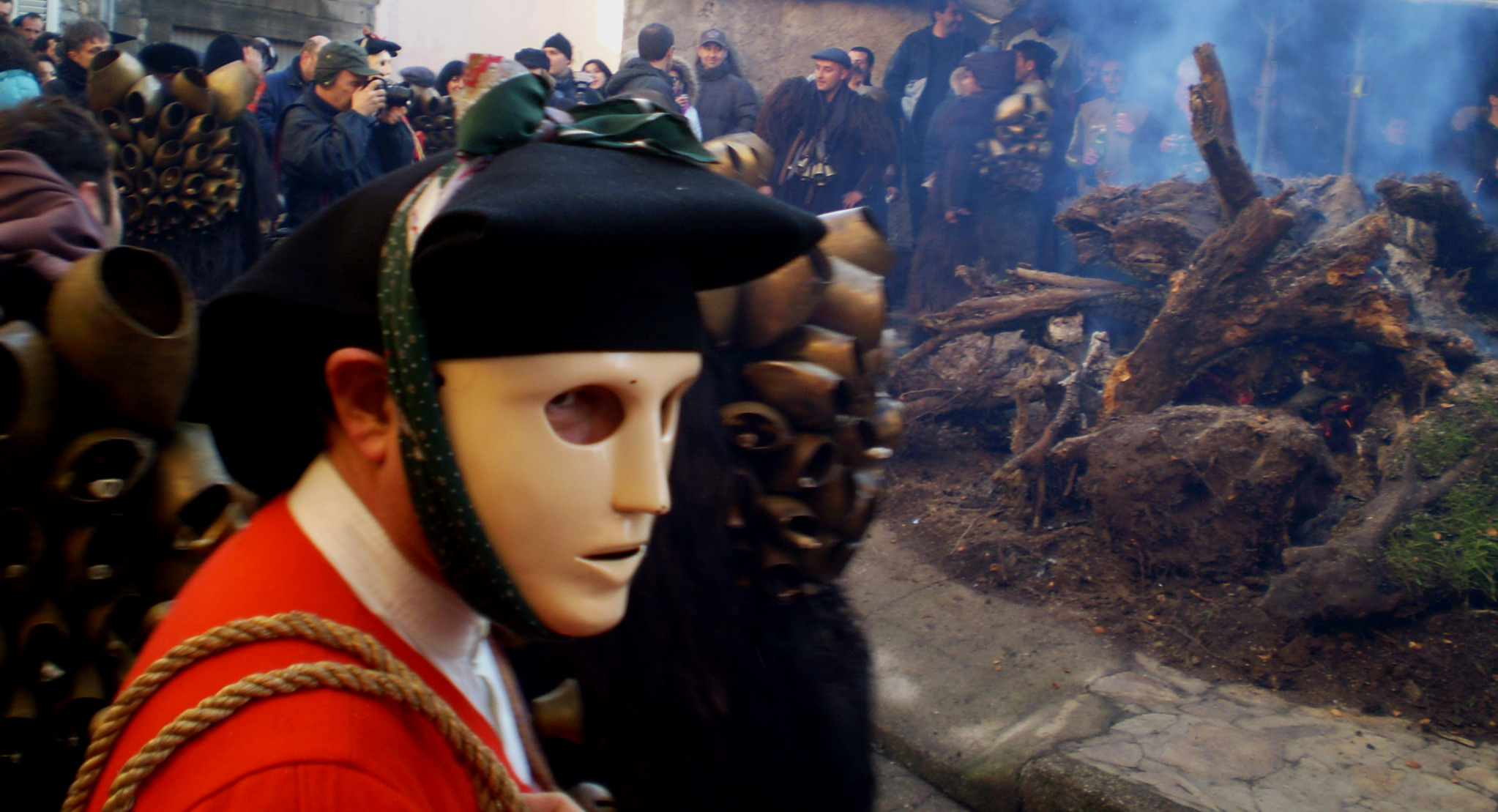
Mamoiada: Mamuthones e Issohadores intorno al falò di Sant'Antonio

Le feste in Sardegna hanno inizio la notte del 16 gennaio con i monumentali fuochi votivi accesi in onore di Sant'Antonio abate. A seconda del paese nei falò vengono bruciati alberi ed erbe di differente qualità: cisto, elicriso, corbezzolo, rosmarino, quercia, leccio.
In alcuni paesi i falò notturni, costruiti a forma di cono e alti in alcuni casi anche 20 metri, raccolgono intorno al fuoco tutta la comunità perpetuando un culto molto antico e ben radicato verso Sant'Antonio Abate visto come uno strenuo oppositore del diavolo e delle fiamme dell'inferno.
Durante questa festa, in alcuni paesi vengono consumati caratteristici dolci quali: cotzuleddas, cogoneddas, su pistiddu.

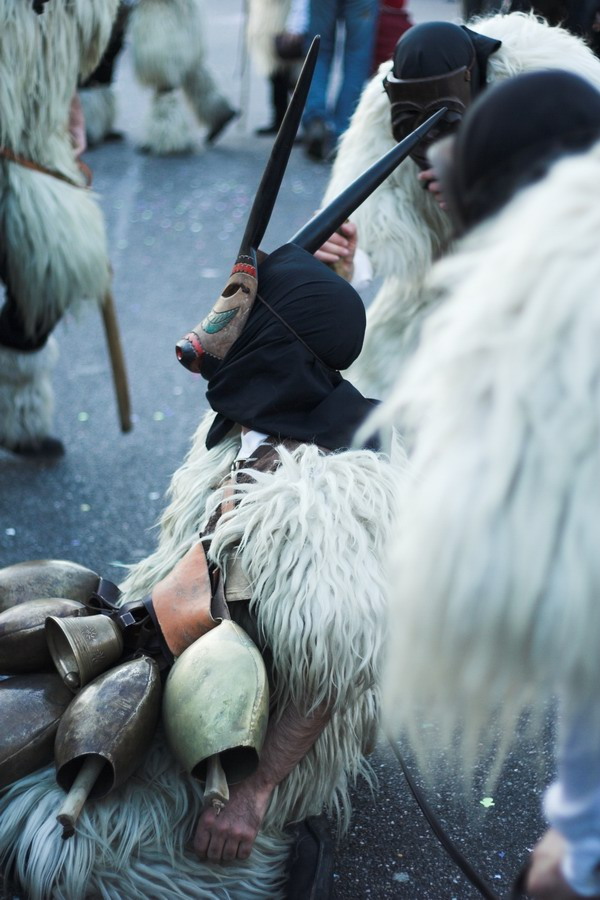
Ottana: Merdules e Boes

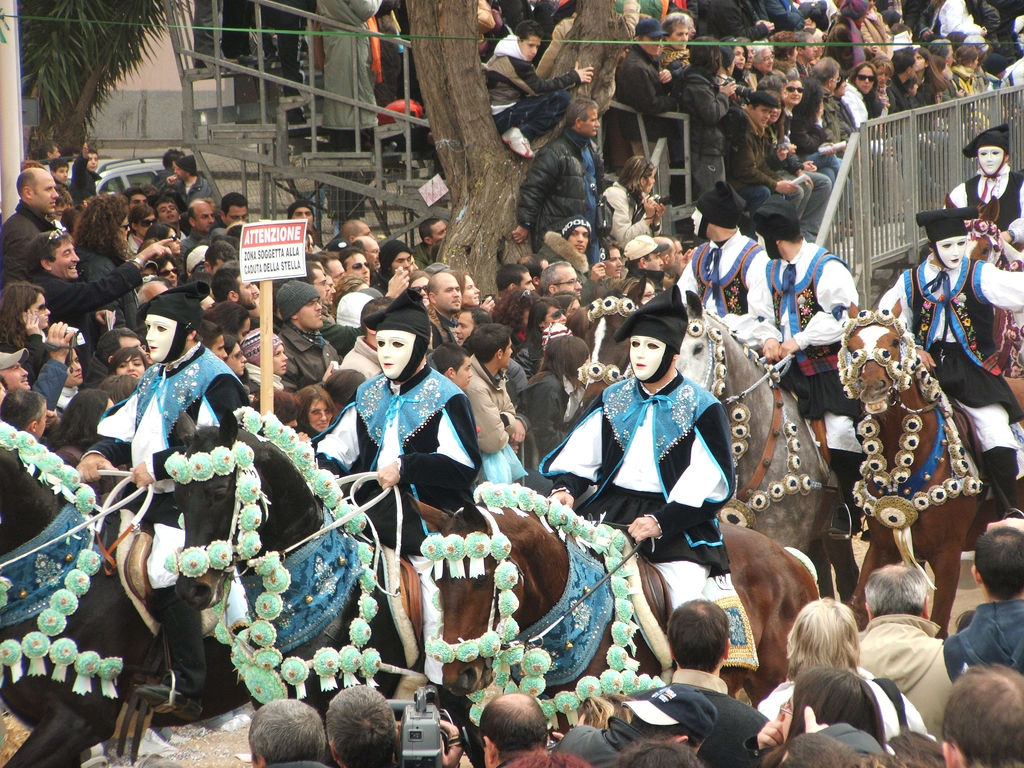
Oristano:Sa Sartiglia

## Carnevale

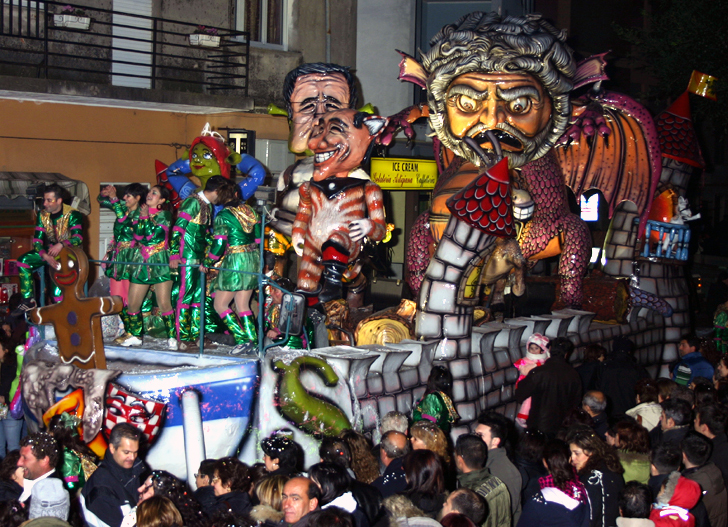
Guspini: Sfilata del carnevale

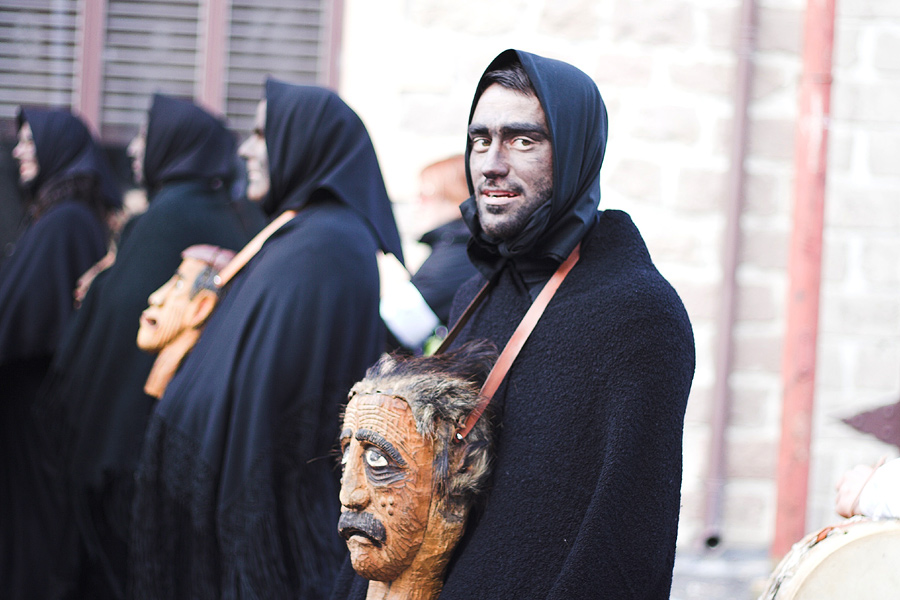
Lodine: maschere del carnevale

Febbraio è il mese del carnevale e per tale ricorrenza in tutta l'Isola si svolgono sfilate di balli in maschera o esibizioni di carri allegorici.
A Cagliari i cortei di carnevale sono rallegrati da maschere storiche, come is paneteras, ovvero le panificatrici, is tiàulus, i diavoli, su caddèmis, il pezzente, sa fiùda, la vedova, su dotòri, il dottore, su sabatèri, il calzolaio, sa dida, la balia, al rullare incessante dei tamburi della Ratantìna. I festeggiamenti si chiudono il giorno di martedì grasso con il rogo nel quale viene bruciato su Rei Canciofàli, il pupazzo di stracci.
In Gallura a Tempio Pausania per sei giorni, nel Carrasciali Timpiesu, la maschera di Gjolghju Puntogliu (Re Giorgio) viene osannata e onorata fino al giorno del martedì grasso, quando sul finire della giornata il Re non più adulato viene reso colpevole di tutti i mali, processato e arso sulla pubblica piazza, tramandando così il rito ancestrale del fuoco purificatore che preannuncia la fine dell'inverno e l'arrivo della primavera. Oltre re Giorgio, altre antiche maschere partecipano alla sfilata: la popolana Mannena, lu Traicogghju (spirito che si trascina pelli di bue o di cavallo), la Réula (schiera dei morti), lu Linzolu Cupaltatu, Sgiubbì. Altre sfilate animano il carnevale guspinese, quello di San Gavino Monreale, Su Marruleri di Marrubiu, di Iglesias, di Santu Lussurgiu ed il carnevale di Bosa (OR). A Santa Teresa di Gallura (OT) si svolge un carnevale subacqueo.
Una spettacolare festa è la Sartiglia che si tiene ad Oristano l'ultima domenica di carnevale, replicata poi il martedì grasso. Si tratta di una giostra equestre di origine medioevale durante la quale i cavalieri al galoppo cercano di infilzare con una spada una stella sospesa al centro del percorso. È un rito per propiziare il buon raccolto dell'anno da poco iniziato. In anni recenti è stata aggiunta alla festa la corsa di sas pariglias con l'esecuzione di figure acrobatiche su due o tre cavalli che corrono affiancati al galoppo.
Il Carnevale ritenuto più suggestivo e austero è quello che si svolge nei diversi paesi delle Barbagie (Provincia di Nuoro), con maschere tragiche ed ancestrali, la cui origine si perde nella notte dei tempi: Mamuthònes e Issohadòres di Mamoiada, Mamutzones,S'Omadore e S'Urtzu di Samugheo,Merdùles e Bòes di Ottana, Thurpos di Orotelli, Maimònes di Oniferi. Alcune di queste hanno fattezze orride, come sos Mammuthones, maschere nere di legno che sfilano in gruppo avanzando con saltelli cadenzati, come in una danza rituale, col corpo rivestito di pelli ovine e le spalle interamente ricoperte di campanacci bovini, coi quali producono un suono ritmico, cupo ed inquietante.
Anche a Gairo e Ulassai in Ogliastra si svolgono dei Carnevali arcaici e particolarissimi, denominati Su Maimulu. I festeggiamenti a Gairo hanno inizio il 17 gennaio, con il falò di Sant'Antonio, e durano fino al Martedì Grasso, Marti Perra o Martisberri. Durante le celebrazioni, oltre a is Maimulus, sono presenti altre maschere come: s'Ingrastula, s'Urtzu Ballabeni (solo a Gairo), su Cuadderi (solo a Gairo), Su poddinaiu (solo a Gairo) e sa Martinicca.
Il Carnevale assume invece un carattere più irriverente e spontaneo a Ovodda e Olzai (nella Barbagia di Ollolai), dove culmina il Mercoledì delle Ceneri sovrapponendosi alla Quaresima: qui i volti di tutti i partecipanti vengono anneriti con fuliggine di sughero bruciato, e alla fine non ci sono più spettatori ma solo protagonisti: sos Intìntos.

### Principali carnevali della Sardegna
Qui di seguito, la lista delle maschere carnevalesche suddivise per regioni storiche della Sardegna. Partendo dalle Barbagie, possiamo trovare:
Barbagia di Ollolai:
- S'Urtzu e Sos Colonganos di Austis;
- Mamuthones e Issohatores di Mamoiada;
- Boes e Merdules di Ottana;
- Thurpos e s'Eritaju di Orotelli;
- Maimones di Oniferi;
- Urthos e Buttudos di Fonni
- Su Bundu di Orani;
- Mascara a gattu a Sarule;
- Maimones, Murronarzos e Intintos a Olzai;
- Sos Tumbarinos a Gavoi;
- Su Sennoreddu e s'Iscusorzu di Teti.

Barbagia del Mandrolisai
- Mamutzones a Samugheo

Barbagia Trigonia Ogliastra:
- Su Maimulu a Gairo.
- Sa Mamulada a Seui.
- Su Maimulu a Ulassai.

Nelle Baronie:
- Su Battileddu a Lula.

Nel Montiferru:
- Sa Carrela 'e Nanti di Santu Lussurgiu;
- Sas Andanzas di Seneghe;
- Sos Cotzulados di Cuglieri;
- S'Ainu Orriadore di Scano Montiferro.

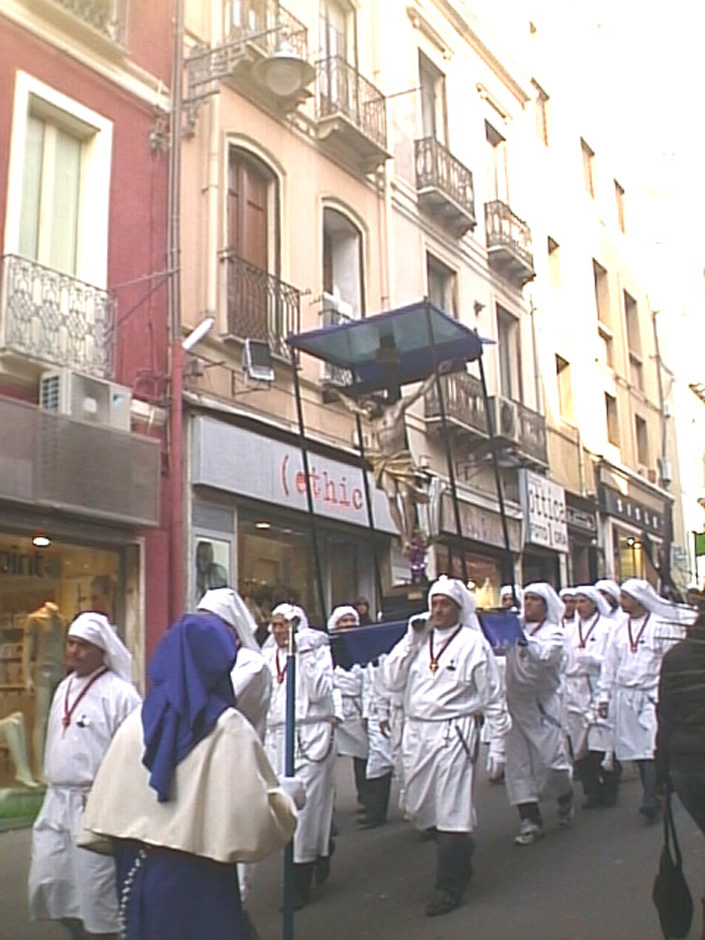
Cagliari, Settimana santa: processione dei misteri.

Nel Barigadu:
- Sos Corriolos di Neoneli.

In provincia di Cagliari:
- Is Faciolas di Villaputzu;
- S'Orcu Foresu Sestu.

## Riti pasquali
Altra ricorrenza molto sentita dalle comunità isolane è Pasqua, preceduta dai riti della settimana santa con rappresentazioni suggestive e coinvolgenti, come la processione dei misteri di Castelsardo (SS), chiamata Lunissanti, il Desclavement di Alghero, s'Incontru, ossia l'incontro tra il Cristo Risorto e la Madonna nel giorno di Pasqua, come anche i riti che si svolgono ad Iglesias il martedì, giovedì e soprattutto venerdì santo, con la processione più attesa dalla popolazione e che richiama ogni anno migliaia di turisti: la processione del descenso.

## Sagre primaverili
La seconda domenica di marzo si svolge ad Uri la sagra del carciofo, evento che si tiene a partire dal 1990. A maggio si svolgono diverse sagre primaverili: quella di sant'Efisio e la Cavalcata sarda sono le maggiori.
La sagra di sant'Efisio, martire e patrono di Cagliari, si svolge il 1º maggio a ed è una festosa processione alla quale partecipano migliaia di figuranti in costume provenienti da tutta l'isola con carri addobbati a festa e trainati dai buoi, con la statua del Santo che viene portata dal capoluogo fino a Pula, luogo dove fu giustiziato. La processione si svolge nelle strade del centro cittadino, partendo dalla chiesa di Stampace, e rinnova dal 1657 un voto al santo fatto dalla cittadinanza per ringraziarlo di aver liberato la città dalla pestilenza.
La Cavalcata sarda si svolge invece a Sassari, il giorno dell'Ascensione, ed è una sontuosa sfilata di costumi tradizionali, nata originariamente come omaggio ai sovrani ed ai principi in visita nell'isola, e divenuta poi un grande appuntamento di folklore.
Il 1º maggio si festeggia san Francesco a Lula (Italia), in un santuario campestre risalente al XVI secolo situato nei costoni del monte Albo, e caratterizzato dalle cumbessìas, ricoveri per i pellegrini che molto numerosi affluiscono per la ricorrenza. Ai fedeli vengono offerti piatti tradizionali come su filindeu (tipica minestra pastorale), e su zurrette (sanguinaccio). La festa di san Francesco a Lula e la stessa che Grazia Deledda descrisse nel romanzo Elias Portolu.
Il 15 maggio si festeggia san Simplicio, patrono di Olbia e della Gallura, mentre in Ogliastra, esattamente a Ulassai si festeggia santa Barbara, nella chiesa campestre presso le cascate Lequarci, si cucinano diverse quantità di carne di capra e di pecora, tipiche del paese dei tacchi. Seguono san Mauro a Sorgono (NU), e in numerosi paesi sant'Isidoro e san Nicola. L'ultima domenica del mese, ad Orosei, si svolge una processione di barche ricoperte di fiori che sfilano nel Cedrino fino alla chiesetta di Santa Maria del Mare, posta sulla foce del fiume. Nel periodo primaverile si svolge la sagra degli agrumi di Muravera, dove è possibile ammirare le etnotraccas, allestimenti etnografici che riproducono antichi mestieri, insieme a usi e costumi legati al mondo agro-pastorale.

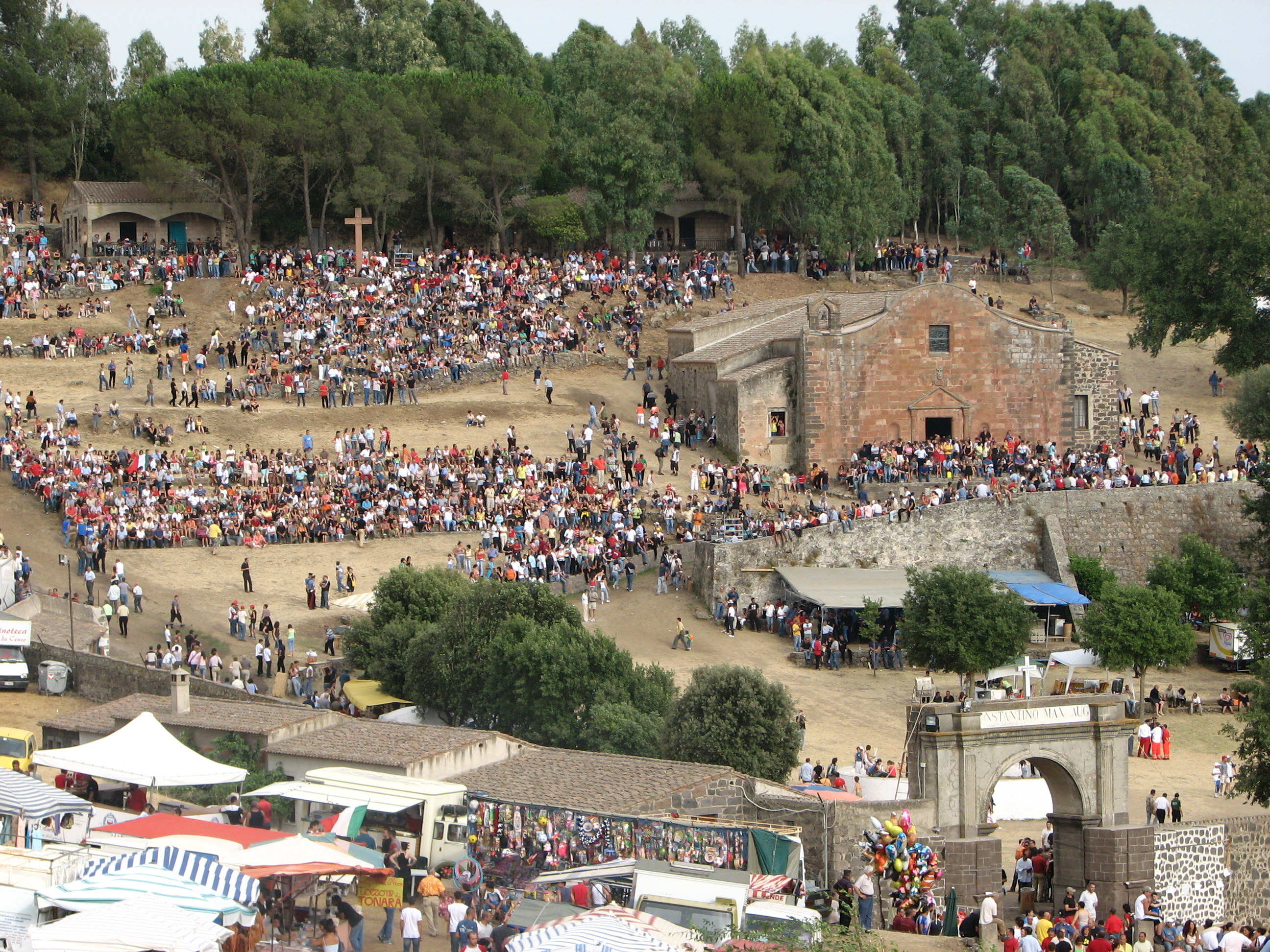
Sedilo, santuario di San Costantino: il teatro della corsa de s'Ardia

## Sagre estive

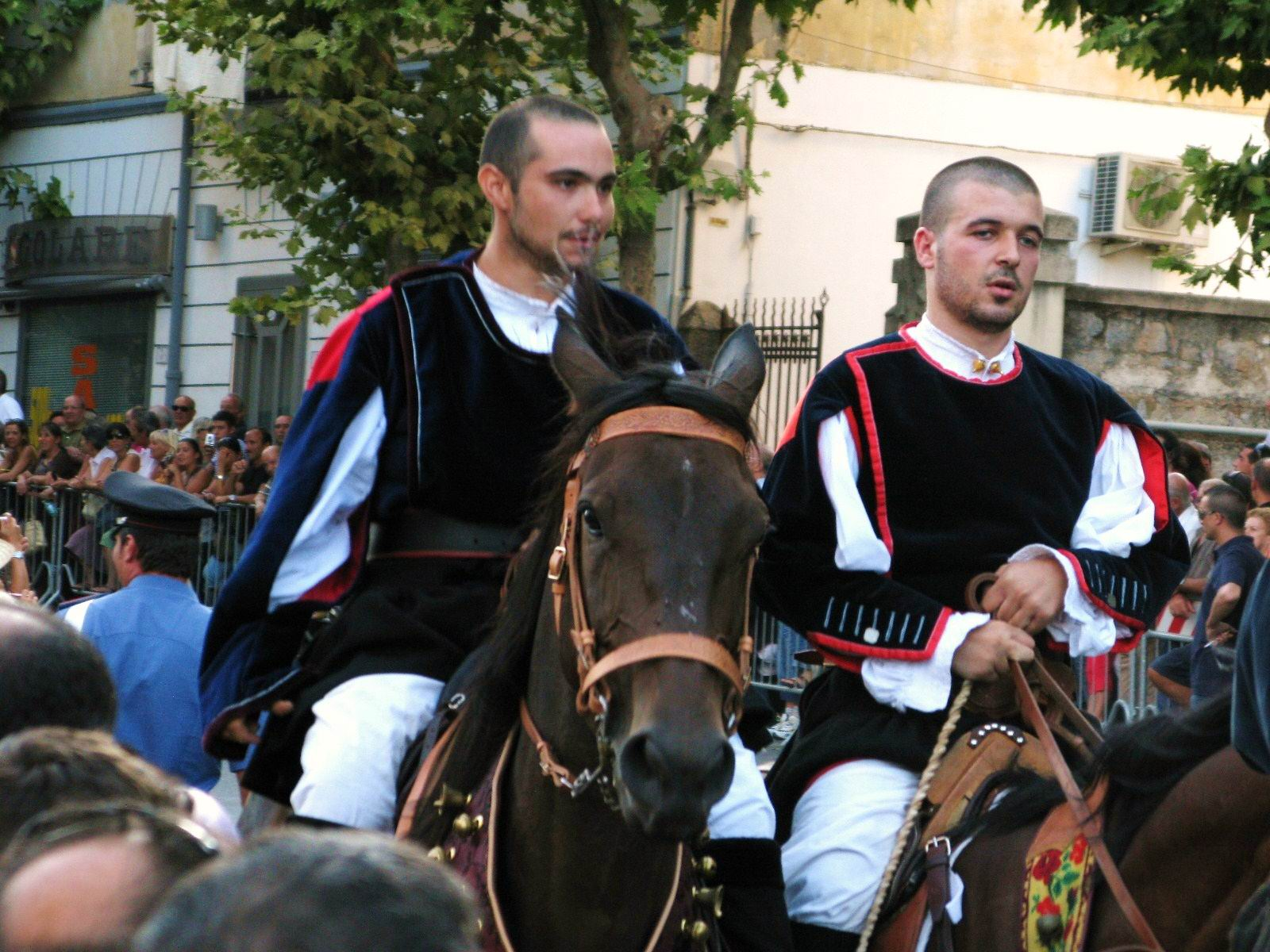
Nuoro: cavalieri alla sagra del Redentore

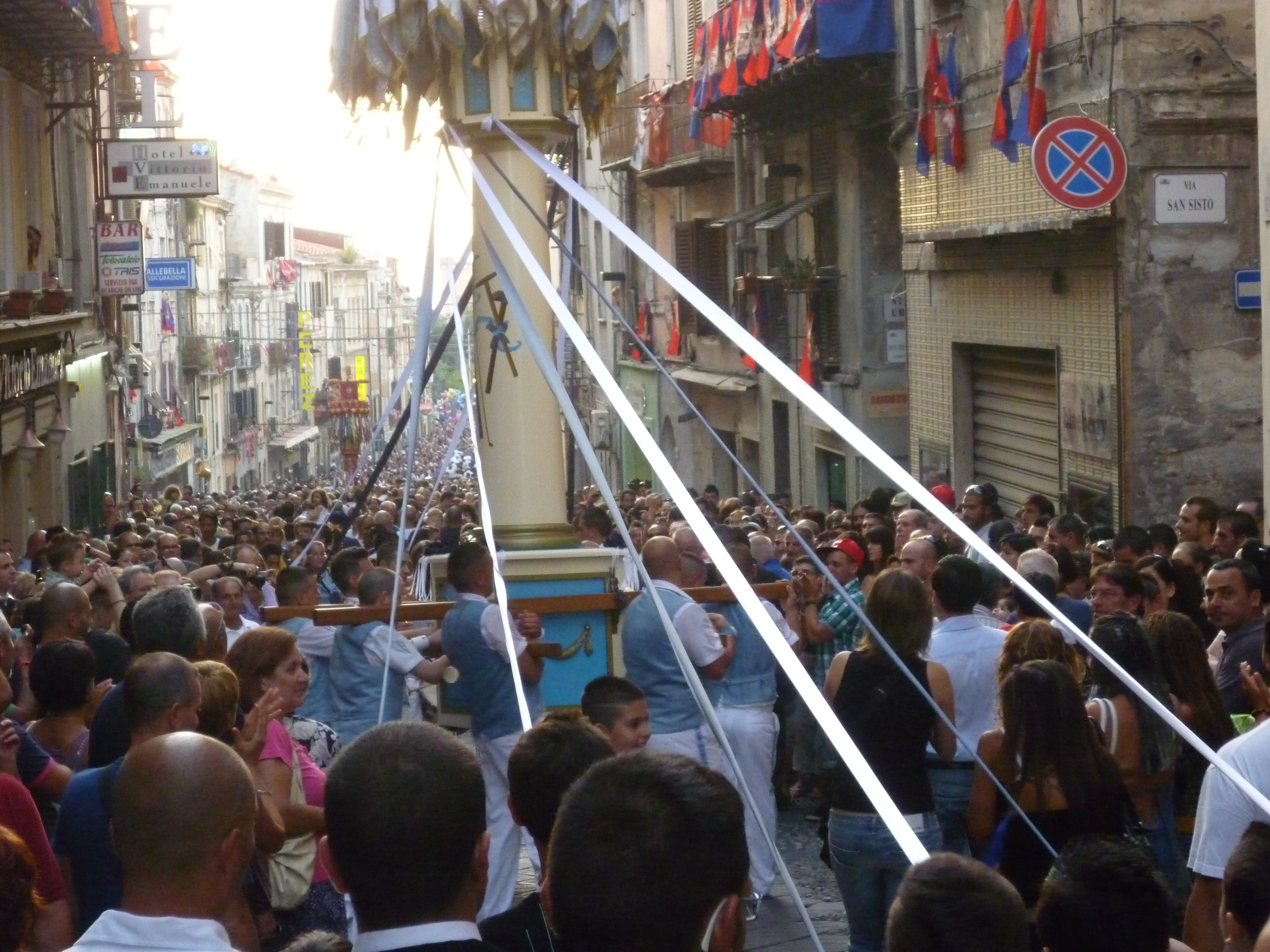
Sassari: la discesa dei candelieri (la faradda)

Numerose sono le sagre contadine del mese di luglio, come le ardie in onore di San Costantino a Sedilo e Pozzomaggiore.
Nel mese di agosto si svolge la discesa dei candelieri (Faradda di li candareri) di Sassari e quella del Redentore a Nuoro. La prima è la fesha manna di Sassari, una processione dove i rappresentanti di dieci gremi trasportano a braccio, ballando al suono cadenzato di tamburo e flauto, imponenti colonne di legno adornate da bandiere e nastri colorati. Nei primi di luglio ad Ulassai, durante la sagra di folk e sapori, si cucinano grandi quantità di carne di capra allo spiedo, con balli sardi e costumi tradizionali.
La sagra del Redentore è la festa più sentita di nuoresi e culmina nella sfilata di circa 3000 costumi provenienti da tutta l'Isola. Seguono poi la sagra di san Salvatore, a Cabras (OR); la processione per santa Maria del mare, a Bosa; la sfrenata corsa di cavalli per la festa di san Costantino a Sedilo (OR) e a Pozzomaggiore (SS). A Quartu Sant'Elena l'ultimo sabato e l'ultima domenica di luglio si svolge la sagra di san Giovanni Battista. A Calangianus (OT) da 13 anni l'associazione "Amichi di la graiglia" organizza insieme a centinaia di volontari la sagra del bovino con degustazione di carni locali e buon vino gallurese con lo scopo di far conoscere e promuovere gli allevamenti galluresi di bovini da carne (soprattutto di razza charolaise e limousine) che stanno ottenendo numerosi e prestigiosi riconoscimenti, anche a livello internazionale. Ad Aglientu (OT) il secondo sabato di agosto si tiene da ormai trent'anni la festa del turista, che ogni anno richiama in unico paesino tutti i turisti del nord Sardegna, offrendo degustazione di pane con salsiccia e formaggio e vino. Aglientu ha ottenuto il titolo di "paese delle sagre", visto che nella stagione estiva la pro loco organizza una sagra diversa ogni settimana. A Bonorva (SS), nella prima metà di agosto si svolge ogni anno la sagra dello zichi, il tipico pane da zuppa bonorvese. A Iglesias la settimana di Ferragosto vede due appuntamenti molto importanti: il corteo storico medioevale e la processione dell'Assunta, durante la quale vengono portati in spalla per le vie della città i monumentali e pesantissimi candelieri. A Ittireddu (SS), l'ultima domenica di luglio si festeggia san Giacomo, compatrono della città, con una festa patronale che prevede la degustazione della tradizionale pecora in cappotto. Il 13 agosto a Orotelli si svolge la manifestazione del carnevale estivo coinvolgendo le principali maschere della Sardegna, e anche maschere e usi della penisola e non solo, con il seguire della sagra del vitello.
A Pattada il 28, 29, e 30 agosto, hanno luogo le celebrazioni religiose e civili in onore di santa Sabina. In questa occasione sfilano per le vie del paese cavalli bardati a festa e costumi provenienti da tutta l'isola. A Bono (SS) il 31 agosto si svolge la sagra di San Raimondo Nonnato; la festa si svolge tra eventi civili e religiosi, la processione, accompagnata dai cavalieri, si svolge la mattina del 31, mentre il pomeriggio ha luogo la tradizionale sfilata composta da gruppi folk vestiti rigorosamente in abito tradizionale,provenienti da varie parti dell'isola,e dai cavalieri e amazzoni in abito tradizionale. Al termine della sfilata si svolge una corsa a cavallo che parte dalla piazza principale del paese fino ad arrivare al santuario e, quando anche l'ultimo cavallo raggiunge la sommità del colle,  vengono fatte rotolare giù delle zucche rotonde di grandi dimensioni a ricordo di una battaglia avvenuta nel centro goceanino e sostenuta dalla popolazione bonese contro le truppe sabaude giunte in repressione dei tumulti dovuti ai  moti rivoluzionari sardi. A Santadi, nel mese di agosto, si celebra Sa coia Maureddina (matrimonio mauritano), dove gli sposi indossano abiti tradizionali ed entrambi siedono su un carro trainato da buoi (is traccas), riccamente addobbato di fiori, che li porterà nel luogo della cerimonia.
La prima domenica di settembre si svolge a Cabras la processione di san Salvatore, conosciuta come la corsa degli scalzi, una singolare processione composta da 900-1000 giovani che rigorosamente scalzi e vestiti di un saio bianco, corrono lungo le strade della campagna del Sinis portando in spalla un simulacro raffigurante Cristo Salvatore dal villaggio di San Salvatore alla chiesa di Santa Maria Assunta a Cabras a ricordo delle tristi vicende storiche quali furono le devastazioni operate dai pirati saraceni. Nel 1619 infatti gli abitanti del villaggio - esasperati dalle incursioni - percorsero di corsa 7 km portando la statua del santo in spalla fino a Cabras, per proteggerla dalle razzie dei moreschi.

## Riti dei morti
La festa di Halloween in Barbagia è oscurata da su mortu mortu ed i bambini non ripetono Dolcetto o scherzetto? ma T'zia Maria, mi dhù ona su prugadoriu?. Stessa e identica cosa in tutti i centri dell'Ogliastra nel quale viene scandita la classica domanda: Nos donae is animas?.
Prima della globalizzazione dell'anglosassone festa di Halloween, in Sardegna la commemorazione dei morti aveva altri nomi. La celebrazione della vigilia di Ognissanti, nell'Isola, prende il nome di Is Animeddas nella Sardegna del Sud, o Su Mortu Mortu nella Sardegna del Nord, ma le denominazioni cambiano da paese a paese, ad esempio a Seui e a Seulo, al confine fra le province di Cagliari e Ogliastra, viene chiamata Su Prugadoriu, mentre in Baronia è conosciuto come su Peti Cocone o Pedi Cogone al confine con la Gallura

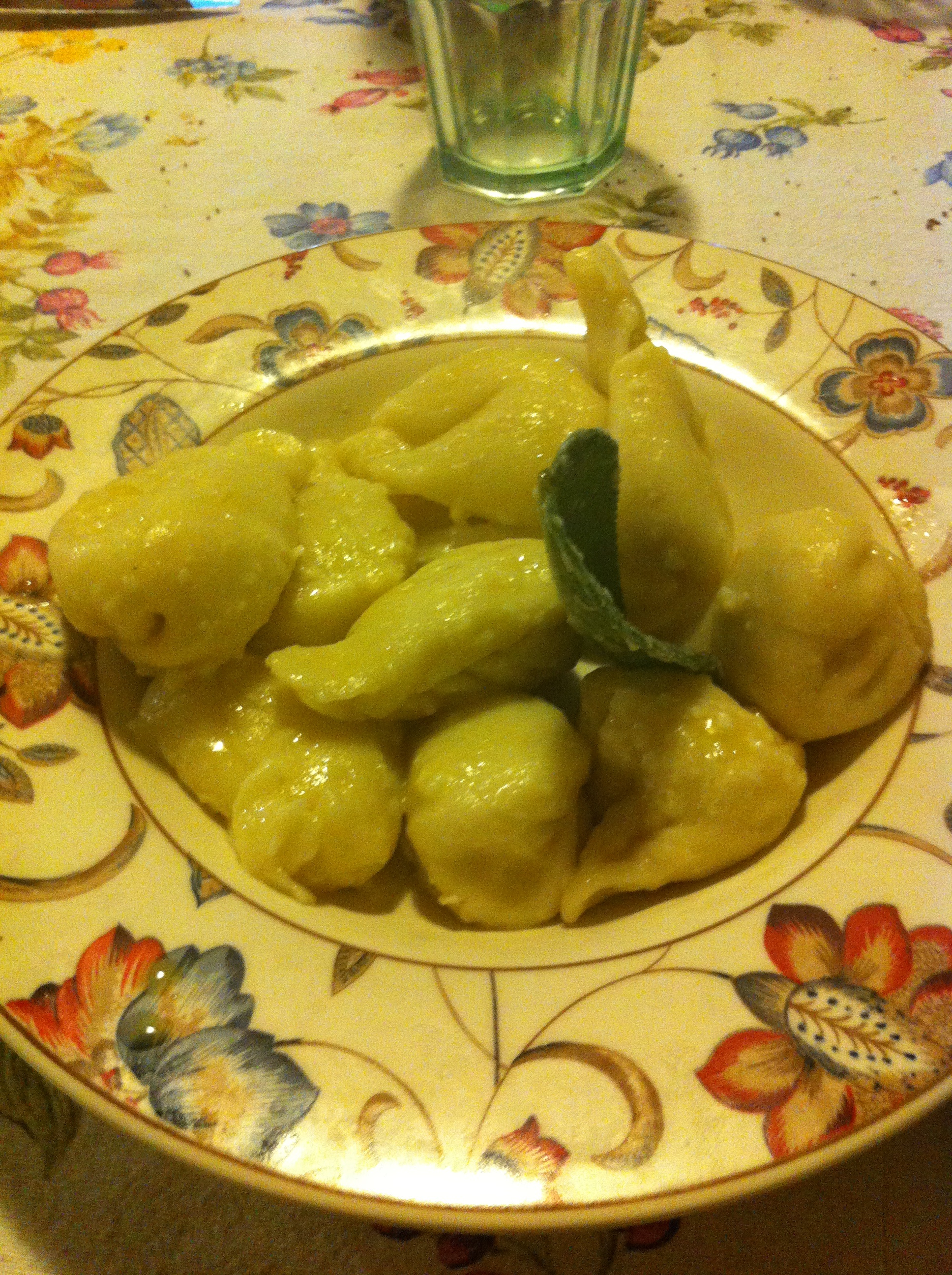
Nel paese di Ulassai, sino agli anni sessanta, la tradizione voleva che is culurgiones venissero consumati solo ed esclusivamente il giorno dei morti, sa dii de is mortos, il 2 novembre.

Un'usanza tipica per la notte del 31 ottobre consiste nel preparare una cena completa e tenere il tavolo apparecchiato tutta la notte, in modo che le anime di quella famiglia possano ancora godere di beni terreni. Gli antropologi riportano la tradizione sarda di commemorare i morti, preparando una cena di maccheroni fatti a mano, un bicchiere di vino e una brocca d'acqua da lasciare sulla tavola priva di posate. Un lumicino ad olio bruciava tutta la notte della vigilia di Ognissanti, per dare la possibilità alle anime, in visita alla dimora, di rifocillarsi in tutta comodità. Chi non si fosse attenuto a questo uso, sarebbe andato incontro alla rabbia degli spiriti traditi.
A Ulassai in Ogliastra, sino a tempi recenti, sussisteva la tradizione di preparare is culurgiones, che è pasto tipico solo di questa occasione. Durante la vigilia (e in questo l'Halloween in Sardegna non è dissimile dalla tradizione anglosassone), i bambini dei piccoli centri abitati vanno di casa in casa a questuare frutta e ossi di morto, frutta secca e dolci, recitando formule più o meno minacciose. Anche prima come oggi si usava scavare delle zucche, a forma di teschio, simili in tutto e per tutto a quelle di Halloween, che vengono trasformate poi in lumi inserendovi una candela dentro, venivano chiamate Sa conca e mortu e facevano parte dei riti de Is Fracheras. Dolcetto o scherzetto? in sardo è seus benius po is animeddas, mi dd'as fait po praxeri is animedda? soe su mortu mortu, carki cosa po sas ànimas, peti cocone per is Animeddas e is Panixeddas, con i bambini che andavano di casa in casa vestiti in modo normale. Alla domanda dei ragazzini che richiedono doni, le famiglie offrono po is animas, soprattutto frutta secca, noci, nocciole, castagne, fichi secchi, e in centri come Ulassai anche pane bianco fatto in casa.